# غاري شتاينغارت
غاري شتاينغارت (بالإنجليزية: Gary Shteyngart) (من مواليد 5 يوليو 1972) كاتب أمريكي سوفييتي المولد.
معظم كتاباته تندرج تحت الأدب الساخر.

## حياته
ولد باسم إيغور سيميونوفيتش شتاينغارت (بالروسية: Игорь Семёнович Штейнгарт)‏ في الاتحاد السوفيتي. أمضى السنوات السبع الأولى من طفولته يعيش في ميدان يتوسطه تمثال ضخم لفلاديمير لينين في مدينة سانت بطرسبرغ - التي يسميها «سانت لينينغراد» أو «سانت لينينسبرغ».
ينحدر شتاينغارت من عائلة يهودية، وأحد أجداده من أصل روسي،  ويصف عائلته بأنها سوفيتية نموذجية. عمل والده مهندسًا في مصنع كاميرات «لومو» LOMO ؛ وكانت والدته عازفة بيانو. عندما كان في الخامسة من عمره، كتب رواية مصورة من 100 صفحة.
هاجر شتاينغارت إلى الولايات المتحدة في عام 1979 وترعرع في حي كوينز في نيويورك،  بدون تلفاز في الشقة التي كان يعيش فيها، حيث لم تكن اللغة الإنجليزية هي اللغة المستخدمة في العائلة. ولم يتخلَّ عن لهجته الروسية بوضوح إلا في سن الرابعة عشرة.
تخرج من مدرسة ستويفيسانت الثانوية  في مدينة نيويورك، وكلية أوبرلين في ولاية أوهايو، حيث حصل على شهادة في السياسة، في عام 1995،  مع بحث للتخرج حول جمهوريات الاتحاد السوفيتي السابق مثل جورجيا ومولدوفا وطاجيكستان.

## عمله
بعد أوبرلين، عمل في سلسلة من الوظائف ككاتب لمنظمات غير ربحية في نيويورك.  
قام شتاينغارت برحلة إلى براغ في أوائل التسعينيات،  وساعدت هذه التجربة في كتابة روايته الأولى، دليل المبتدأ الروسي، التي تدور أحداثها في مدينة برافا الأوروبية الخيالية. 
حصل على ماجستير في الفنون الجميلة في الكتابة الإبداعية من كلية هانتر بجامعة مدينة نيويورك، وعلى زمالة الأكاديمية الأمريكية في برلين في ألمانيا في خريف 2007. وقام بتدريس الكتابة في كلية هانتر، ويقوم حاليًا بتدريس الكتابة في جامعة كولومبيا.

## جوائز
حصل على العديد من الجوائز، فحازت رواية «دليل المبتدأ الروسي» على جائزة ستيفن كرين للخيال الأولى، وجائزة كتاب الشهر للخيال الأولى، وجائزة الكتاب اليهودي القومي  للرواية.
في عام 2002، تم اختياره كواحد من أفضل خمسة كتاب جدد من قبل مجلة شاوت نيويورك. واختيرت روايته «لامعقولستان» كواحد من أفضل عشرة كتب لهذا العام من قبل ملحق مراجعة كتاب نيويورك تايمز ومجلة تايم، بالإضافة إلى كتاب العام من قبل واشنطن بوست وشيكاغو تريبيون وسان فرانسيسكو كرونيكل والعديد من المنشورات الأخرى.
في يونيو 2010، تم اختيار شتاينغارت كواحد من كتاب الخيال اللامعين لمجلة النيويوركر «عشرين تحت أربعين». فاز كتاب قصة حب حقيقية حزينة جدا بجائزة بولينغر إيفريمان وودهاوس لعام 2011 للأدب الهزلي. وكان كتاب مذكراته فشل صغير هو قد وصل للقائمة النهائية لجائزة دائرة نقاد الكتاب الوطنية لعام 2014 (السيرة الذاتية). 

## أعماله
تشمل روايات شتاينغارت دليل المبتدأ الروسي (2002) و لامعقولستان (2006). وتم الترويج لرواية قصة حب حقيقية حزينة جدا (2010) بمقطع دعائي مصور مع بول جياماتي وجيمس فرانكو. 
بعد خمسة وثلاثين عامًا من هجرته إلى الولايات المتحدة، في يناير 2014، نشرت راندوم هاوس فشل صغير: مذكرات،  وروجت له بمقطع دعائي مصور مع جيمس فرانكو ورشيدة جونز.   وتم الترويج لكتابه الصادر عام 2018، وهو بحيرة النجاح بمقطع دعائي مصور مع بن ستيلر. 
نُشرت روايته الخامسة، أصدقاء بلدنا من دار نشر راندوم هاوس في عام 2021. وهي قصة عن أصدقاء يقضون الوباء معًا.  ونشر كتاباته الأخرى مجلات وصحف منها النيويوركر،  سليت، جرانتا، السفر والترفيه،  ونيويورك تايمز.

## كتبه

### كتب

#### روايات
- دليل المبتدأ الروسي (2002)
- لامعقولستان (2006)
- قصة حب حقيقية حزينة جدا (2010)
- بحيرة النجاح (2018)
- أصدقاء بلادنا (أكتوبر 2021)

#### كتب غير خيالية
- فشل صغير: مذكرات (2014)